# Alba Reche
Alba Martínez Reche (Elche, Alicante, 17 de diciembre de 1997), más conocida como Alba Reche, es una cantautora y artista plástica española. Se dio a conocer al participar en la décima edición de Operación Triunfo, quedando en segunda posición. El álbum recopilatorio de sus canciones en el concurso debutó como número 1 en las listas de ventas de España. En la 21.ª Entrega Anual de Premios de los Latin Grammys, el álbum debut de Alba Reche, Quimera, fue nominado en la categoría 'Mejor Ingeniería de Grabación para un Álbum'.

## Biografía
Nació en Elche, el 17 de diciembre de 1997. Hija de Rafaela Reche García y Miguel Ángel Martínez, su pasión por la música y el arte le viene desde pequeña. Tiene una hermana menor, Marina Martínez Reche, con la que también comparte su pasión por la música. En su gira Quimera Tour, la cantante interpretó junto a ella una versión de la canción «She Used to Be Mine» de Sara Bareilles.
Estudió la carrera de Bellas Artes en la Universidad Politécnica de Valencia. Como complemento a su carrera artística, también recibió clases de danza.

## Trayectoria profesional

### 2018-2019: Paso porOperación Triunfo
En 2018 se presentó, gracias a su hermana Marina, a los castings de Operación Triunfo 2018, siendo elegida una de los 16 concursantes. Fue favorita en la gala 6 por su interpretación de «La Llorona» de Chavela Vargas. Para la semifinal de la edición, eligió interpretar una canción de Sara Bareilles, «She Used To Be Mine». La propia cantante estadounidense se hizo eco de la actuación de Reche, y posteriormente Alba dedicó unas palabras sobre la canción de Sara en un artículo del periódico estadounidense The New York Times.
Como finalista, decidió interpretar en la gala final una versión de «Creep», de la banda Radiohead. Quedó finalmente segunda clasificada en el concurso, con un 35% de los votos.
En la gala especial de Navidad de Operación Triunfo 2018, tuvo la oportunidad de interpretar «Je Veux» (una canción que interpretó en la gala 8 de la edición) a dúo con Zaz, autora del tema. A raíz de este dúo, Zaz invitó a Alba a su concierto en el WiZink Center de Madrid el 1 de abril, para cantar de nuevo juntas «Je Veux», y también «Qué vendrá».
En febrero de 2019 lanzó un álbum recopilatorio de las canciones que cantó durante el concurso, debutando el número 1 en las listas de ventas en España.

### 2019-2020: Primeros inicios yQuimera
Tras su salida del concurso de música, comenzó a trabajar en su primer trabajo discográfico bajo el sello de Universal Music Spain.
El 4 de octubre de 2019 lanzó su primer sencillo al mercado, «Medusa». Un sencillo que anteriormente había presentado en el festival de música «Coca-Cola Music Experience (CCME)», celebrado el 13 y 14 de septiembre de 2019 en Madrid. El 18 de octubre de 2019 lanzó «Caronte», su segundo sencillo. Posteriormente, una semana después, lanzó Quimera, su primer álbum de estudio, que debutó dentro del top 3 en las listas de ventas en España y número 2 en las listas de streaming en España. El álbum incluye 11 canciones originales, ambientadas en la mitología griega y con la dirección musical de Ismael Guijarro, entre otros.
Alba actuó en el Festival madrileño Tanga! XXL, celebrado en el espacio multiusos Fabrik en Madrid el 8 de diciembre de 2019, completando el cartel del festival junto a artistas internacionales como Becky G, Eleni Foureira, Netta y Bad Gyal.
El 21 de diciembre de 2019, inició la primera vuelta de su gira a nivel nacional, Quimera Tour, con un primer concierto en Elche, su ciudad natal.
En enero de 2020, el cantante canario Cruz Cafuné lanzó al mercado su álbum Moonlight922, donde colabora junto a Alba Reche en la canción que da nombre al disco, «Moonlight». En la gala de los Premios Odéon 2020, retransmitida por TVE el lunes 20 de enero, Reche interpretó junto al cantante internacional Danny Ocean el tema «Swing», que pertenece al álbum 54+1 del cantante venezolano, en versión acústica.
El 3 de abril de 2020 presentó su tercer sencillo con el estreno del videoclip de su canción «Quimera». Una semana después, el 10 de abril, presentó su siguiente trabajo discográfico, Sobre Quimera, en el que reúne las versiones acústicas de «Niña», «Aura» y «Quimera» grabadas en el Museo Reina Sofía.
El 30 de junio de 2020 anunció su primera gira acústica, Sobre Quimera, a nivel nacional e iniciando la gira en Barcelona el 26 de julio de 2020.
El 4 de septiembre de 2020 lanzó «Morena Mía», una versión de la canción original de Miguel Bosé. Esta cover realizada por la artista también está incluida en el repertorio de su gira acústica Sobre Quimera. Posteriormente, el 24 de ese mismo mes presentó «La Posada», una colaboración junto a Sebastián Cortés. La canción obtendría el certificado de disco de oro en España. El 29 de septiembre de 2020, la academia latina de la grabación, Latin Grammys, nominó en su 21.ª Entrega Anual de Premios a Quimera en la categoría 'Mejor Ingeniería de Grabación para un Álbum', que reconoce a los ingeniero(s), al ingeniero(s) de mezcla y al masterizador del álbum.
El 17 de diciembre de 2020, Reche lanzó un nuevo sencillo, «Que bailen», junto a la artista Cami, una canción reivindicativa de género folklore que tiene unos conmovedores versos sobre las injusticias sociales que ocurren en el día a día.

### 2021:La pequeña semilla
El 2 de febrero de 2021 estrenó en diversas plataformas digitales la versión acústica y solista de «Que bailen», con el acompañamiento instrumental del grupo Siloé.
El 17 de febrero de 2021 anunció en sus redes sociales su nuevo sencillo, «Pido Tregua», que se lanzaría el 19 del mismo mes en todas las plataformas digitales. Este segundo sencillo (después de «Que bailen»), creado por Alba junto al grupo Çantamarta, en clave de house suave, marcaría el inicio del segundo trabajo discográfico de la artista, La pequeña semilla. A través de sus redes sociales, Reche anunció que el 10 de marzo de 2021 estrenaría el tercer sencillo en esta nueva etapa, «Los Cuerpos», una canción creada junto al grupo Fuel Fandango.
El 20 de marzo de 2021 actuó en el Desigual Shopping Festival de la marca de ropa Desigual, un festival realizado por la marca de moda dónde Reche presentó los temas de «Pido Tregua» y «Los Cuerpos» de forma acústica. El 23 de marzo la artista anunció por redes sociales que el 26 de marzo se estrenaría el videoclip de canción «La Culpa», que acompañaría al estreno de La pequeña semilla, ese mismo día. Este segundo disco debutó como número 1 en las listas oficiales de álbumes físicos en España y como número 2 en las listas de ventas (físicas y digitales) y de streaming de España. A través de su redes sociales, la cantante anunció la edición vinilo de La pequeña semilla, que se lanzaría el 21 de mayo de 2021 y debutaría en primera posición en las listas oficiales de venta de vinilos en España.
El 27 de abril de 2021, Reche se unió al cartel del Festival Mar de Sons de 2021, que se celebró en Benicàssim el 11 de agosto de 2021, completando el cartel del festival junto a artistas como Agoney, NIA, Hugo Cobos y Noelia Franco. El 28 de mayo de 2021 se anunció que Reche formaría parte del ciclo de conciertos del ‘Benidorm Music & Emotion 2021’, siendo su concierto el 27 de agosto de 2021.
En junio de 2021, el grupoTxarango lanzó al mercado El Gran Ball, un disco recopilatorio del grupo sobre sus grandes éxitos contando con diversos artistas, entre ellos Alba Reche, que colaboró en la nueva versión de la canción «Ulls de Corall».
El 16 de julio de 2021 inició La Pequeña Tour, una nueva gira a nivel nacional por distintias ciudades de España para presentar su segundo trabajo.
El 31 de agosto de 2021 se incorporó como colaborada del morning show de Europa FM, Cuerpos Especiales, dirigido por Eva Soriano e Iggy Rubín. En el programa de radio, Reche se encargaba de presentar una sección dedicada a hablar sobre artistas emergentes en la industria musical, sobre arte y a dar visibilidad a diversas disciplinas artísticas.
A mediados de diciembre de 2021, publicó junto a VEVO España las versiones acústicas de «La Culpa» y «El Desarme» en las sesiones de VEVO Studio, con el acompañamiento a la guitarra de Laura Solla.

### 2022:Honestamente triste
El 18 de marzo de 2022, el cantante Walls estrenó su álbum debut, Los Niños del Parque, donde realiza una colaboración con Alba Reche con la canción «Todo Mal». El día 28 de ese mismo mes, Reche anunció la salida de su próximo sencillo, «No Cambies Tu Andar», que se estrenaría el 1 de abril de 2022. Se trata de una canción de dolor y agradecimiento en el que la artista invita a cada quién que la escucha a conocerse y a entenderse a uno mismo.
En mayo de 2022, Reche visitó por primera vez Latinoamérica para promocionar sus últimos trabajos, realizando un showcase en Ciudad de México. Casi a finales desde ese mismo mes, lanzó al mercado el segundo sencillo de su próximo EP, «Esa también fui yo (quiero acordarme)», una canción que la propia artista define como un diario y que es como un camino de aceptación de quién fue uno a quién uno es ahora.
El 23 de junio de 2022 anunció el lanzamiento de su nuevo trabajo discográfico, Honestamente triste, que vio la luz el 23 de septiembre; un EP que incluye los dos sencillos anteriores «No Cambies Tu Andar» y «Esa también fui yo (quiero acordarme)». En este EP la artista aborda el sentimiento de tristeza, siendo un trabajo lleno de monólogos internos y honestidades, en el que escribe una carta hacia misma para ayudarse y desahogarse y, así mismo, acompañar y mecer a quién lo escucha.  Este nuevo trabajo discográfico debutaría, dentro del top 100 de álbumes, en el top 5 en las listas oficiales de ventas (físicas y digitales) en España y en primera posición en las listas oficiales de venta de vinilos en España. Junto al lanzamiento de este nuevo álbum, Reche informó de las fechas de una serie de conciertos que acompañarían a la presentación de este nuevo EP en varias ciudades de España, empezando en su ciudad natal, Elche, el 2 de octubre de 2022 en el Gran Teatro de Elche y terminándola en México y Madrid en octubre de 2023. Sería la primera vez que Reche visitara tierras latinoamericanas con una gira de conciertos propia.
El 20 de septiembre de 2022 lanzó junto a Daniel Sabater un nuevo sencillo, «Como si no importara», una desgarradora balada que sería el tercer sencillo de Honestamente triste. El día 24 de ese mismo mes, se estrenó en Spotify uno de los nuevos videopódcast originales de la plataforma en España; conducido por Alba Reche, la canante entrevistaría a varios artistas del mundo de la música.
El 12 de octubre de 2022, el cantautor argentino Bambi lanzó al mercado un nuevo sencillo, «Risa», en colaboración con Reche. El 30 de noviembre, junto al productor y artista Baiuca, lanzaron al mercado una colaboración llamada «Diamante», una canción inspirada en un tema tradicional gallego, cantada en galego y español y que sabe unir de una forma exquisita e increíble al pop ultramelódico y más mainstream con la electrónica de corte tribal y más alternativa.

### 2023-presente: No soy tu hombre
El 18 de enero de 2023, de nuevo junto al productor y artista Baiuca, sacaron al mercado el segundo y último sencillo de su mini EP conjunto, «La Mare»; esta canción es una nana, cantada en valenciano, en la que la artista ilicitana y el productor gallego muestran un reverso más íntimo y orgánico.
El 9 de junio de 2023, el grupo Guaraná estrenó, por el 20 aniversario de la canción, una nueva versión de su tema «Noche en vela» junto a Reche. El 21 de julio, junto al grupo Ginebras, Alba lanzó al mercado una nueva canción llamada «Santos Inocentes», con ritmos muy bailables y pegadizos que es toda una oda a la amistad.
El 30 de noviembre de 2023, Reche se unió al cartel de la 27 edición del festival Sonorama Ribera, uno de los festivales más reconocidos de España, que se celebraría en 2024 en Aranda de Duero. Al día siguiente, 1 de diciembre, sacó al mercado «La Dosis», un nuevo sencillo junto a la artista mexicana Girl Ultra. Se trata de un tema R&B en español muy pegadizo y con toques actuales en el que las voces de las dos cantantes encajan a la perfección.
El 20 de marzo de 2024, los Premios MIN, que premian y reconocen a los artistas independientes de la industria española, en su decimosexta edición nominaron a Alba y Baiuca de forma conjunta en las categorías de 'Mejor Canción del año' por «Diamante», ' 'Mejor Producción Musical' y ' 'Mejor Grabación del Año' por su EP conjunto «Diamante/ La Mare».
En julio de 2024, Alba regresó a los escenarios uniéndose como telonera a la gira europea de la cantante chilena Mon Laferte, 'Autopoiética Tour Europa', visitando ciudades como Berlín, París, Londres, Zúrich o Estocolmo.
El 25 de octubre, cuando se cumplió el quinto aniversario del primer disco de Reche, Quimera, la artista lanzó al mercado el primer sencillo de su segundo álbum discográfico que marcaría el camino de su nueva era musical, «Digna de ti». Complementando este estreno, el 5 de diciembre de 2024, Reche también publicó en el mercado musical su segundo sencillo de esta nueva era, «No soy tu hombre».

## Discografía

### Álbumes y EP
- 2019: Quimera

- 2020: Sobre Quimera (Acústicos en el Reina Sofía)
- 2021: La pequeña semilla
- 2022: Honestamente Triste
- 2023: Diamante/La Mare (junto a Baiuca)

### Sencillos
2019:
- Medusa
- Caronte
- Quimera

2020:
- Morena Mía
- Que bailen (feat Cami)
- Moonlight (con Cruz Cafuné)
- La Posada (con Sebastián Cortés)

2021:
- Pido Tregua
- La Culpa
- Los Cuerpos (feat Fuel Fandango)
- Ulls de Corall (con Txarango)

2022:
- No cambies tu andar
- Esa también fui yo [quiero acordarme]
- Como si no importara (feat Dani Sabater)
- Diamante (con Baiuca)
- Todo Mal (con Walls)
- Risa (con Bambi)

2023:
- Noche en vela (con Guaraná)
- La Mare (con Baiuca)
- Santos Inocentes (con Ginebras)
- La Dosis (con Girl Ultra)

2024:
- Digna de ti
- No soy tu hombre

## Giras
- 2019-2020: Quimera Tour
- 2020: Sobre Quimera (gira acústica)
- 2021: La Pequeña Tour
- 2022-2023: Honestamente Triste Tour
- 2024: Autopoiética Tour Europa (telonera en la gira de Mon Laferte)
- 2025: No Soy Tu Hombre Tour

## Moda
En febrero de 2021, Alba Reche formó parte de la nueva campaña de Zalando, 'Street it All', un lookbook de primavera que hace homenaje a esa cultura callejera y urbana, junto a artistas emergentes como Paula Cendejas, Helena Contreras, Alba Miró y Andrea Benítez entre otras. La campaña recorre cuatro ciudades españolas como son Madrid, Barcelona, Málaga y Valencia; esta última es donde se puede ver los estilismos que luce la cantante española para la marca.

## Filmografía y premios
Programas de televisión / plataformas de streaming
| Año         | Programa                       | Cadena             | Función          | Datos             |
| ----------- | ------------------------------ | ------------------ | ---------------- | ----------------- |
| 2018-2019   | Operación Triunfo              | La 1               | Concursante      | Segunda Finalista |
| 2019        | La mejor canción jamás cantada | La 1               | Concursante      | Ganadora          |
| 2019-2020   | «¡Feliz 2020!»                 | La 1               | Artista invitada |                   |
| 2022        | La Casa Playz                  | RTVE Play / Tiktok | Presentadora     |                   |
| 2022 - 2023 | «¡Feliz 2023!»                 | La 1               | Artista Invitada |                   |

Programas de radio
| Año  | Título             | Emisora   | Función      | Datos         |
| ---- | ------------------ | --------- | ------------ | ------------- |
| 2021 | Cuerpos Especiales | Europa FM | Colaboradora | 1.ª temporada |

Videopódcast
| Año  | Título  | Plataforma | Función      |
| ---- | ------- | ---------- | ------------ |
| 2022 | El Aura | Spotify    | Presentadora |

Series
| Año  | Título        | Personaje  | Cadena/Plataforma | Datos                             |
| ---- | ------------- | ---------- | ----------------- | --------------------------------- |
| 2019 | Paquita Salas | Ella misma | Netflix           | 3.er episodio de la 3.ª temporada |
| 2021 | ¡SÍ!          | Ella misma | Youtube           | 5 capítulos de la 1.ª temporada   |

Premios
| Año  | Premio                 | Categoría                                                   | Resultado   |
| ---- | ---------------------- | ----------------------------------------------------------- | ----------- |
| 2019 | Emprén Dona            | Emprén Dona                                                 | Galardonada |
| 2020 | Premios Odeón          | Artista Odeón Femenina 2020                                 | Nominada    |
| 2020 | Premios Odeón          | Artista Odeón Revelación 2020                               | Nominada    |
| 2020 | Premios Grammys Latino | Mejor Ingeniería de Grabación para un Álbum por Quimera     | Nominada    |
| 2022 | Premis Enderrock 2022  | Millor disc en llengua no catalana por ‘La Pequeña Semilla’ | Nominada    |
| 2022 | Premis Enderrock 2022  | Millor artista revelació                                    | Nominada    |
| 2024 | Premios MIN            | Mejor Producción Musical                                    | Ganadora    |
| 2024 | Premios MIN            | Mejor Grabación de Electrónica                              | Ganadora    |
| 2024 | Premios MIN            | Mejor canción del año por 'Diamante'                        | Ganadora    |

## Colaboraciones literarias
- Alba Reche colabora como ilustradora en el poemario Un poeta en silencio del autor Dave Zulueta. (2020). Ediciones Hidroavión. ISBN 978-84-120912-8-1.[112]
- Alba Reche realiza el prólogo del libro Mitos de la transgresión femenina del autor Alfredo Arias. (2020). Editorial Almuzara. ISBN 978-84-18089-32-9.[113]

## Causas y eventos sociales
- En marzo de 2019, se une a la campaña institucional de #vullsercom, junto a otras caras como Patricia Campos, promovida por la Generalidad Valenciana.[114]
- El 23 de febrero de 2019, formó parte del cartel Eventazo Feminista.[115]
- El 7 de julio de 2019, actuó en el Orgullo de Madrid de 2019.[116]
- El 18 de noviembre de 2019, Alba participa en la Gala Benéfica Anual de la Fundación Lucha contra el Sida, «People in Red», juntos a otras Artistas como Aitana y Pablo López.[117]
- El 2 de diciembre de 2019, Alba Reche se une al cartel del Share Festival, Music & Solidarity.[118] A causa de la pandemia del Covid-19, el festival ha sido aplazado a 2021 y Alba Reche se mantiene como una de las artistas confirmadas en el cartel.[119]
- El 29 de marzo de 2020, se une al movimiento #YoMeCorono, una campaña iniciada por El Laboratorio y fundación del doctor Bonaventura Clotet.[120]
- El 20 de abril de 2020, Alba colabora en la nueva versión de la canción «Escriurem», de Miki Núñez, para recaudar fondos contra el Covid-19.[121]
- El 11 de septiembre de 2021, la artista ilicitana se suma a la manifestación que organiza el Ayuntamiento de Elche, con el objetivo de luchar contra la LGTBIfobia y poner en marcha acciones que hagan que la igualdad sea un hecho real y tangible. En dicho acto Alba es la encargada de leer el manifiesto de la movilización.[122]
- El 15 de diciembre de 2021, Alba se une junto a otros artistas al cartel del concierto solidario ‘La música con La Palma: Más fuertes que el volcán’, organizado por RTVE en colaboración con la Asociación de Promotores Musicales (APM), WiZink Center y el Cabildo de La Palma, que se celebró el 8 de enero de 2022 en el WiZink Center de Madrid, y cuyos beneficios fueron destinados a los damnificados por la erupción del volcán.[123] El concierto fue restransmitido por la cadena en horario de prime time.
- Alba participó como ponente en la charla inspiracional 'Bed Talks' de 'Woman Is Art' organizado por el hotel Me Madrid el 7 de marzo de 2022; la charla reunió a diversas mujeres del ámbito artístico como Alex de la Croix, Alice Wonder, Martina Hache, Rocío Aguirre y Carla Prat dónde hablaron sobre el significado de la mujer en el arte y el feminismo en la actualidad.[124]
- El 10 de julio de 2022, Alba actuó el último día en el MADOrgullo en la Plaza de Barceló (en el escenario bautizado como la Plaza de las Reinas), cerrando así paralelamente el Orgullo de Madrid.[125]